# Грудкуватість гірських порід
Грудкуватість гірських порід - належить до гірничотехнічних властивостей порід, що відокремлені від масиву. Грудкуватість може бути оцінена середнім розміром грудок dср. Розрізняють на п’ять категорій гірських порід: 
- 1. Дуже дрібноподрібнені зруйновані породи з dср< 10 см (розмір найбільш крупних грудок 40... 60 см).
- 2. Дрібноподрібнені породи з dср = 15... 25 см (розмір найбільш крупних грудок 60... 100см).
- 3. Середньоподрібнені породи з dср = 25... З 5 см (розмір найбільш крупних грудок 100... 140см).
- 4. Крупноподрібнені породи з dср = 40... 60 см (розмір найбільш крупних грудок 150... 200см).
- 5. Надто крупноподрібнені породи (dср= 70... 90 см (розмір найбільш крупних грудок 250... 300см).